# Tektonski potres
Tektonski potresi se pojavljajo na subdukcijskih conah na uničujočih približajočih se mejah tektonskih plošč, kjer je se ena tektonska plošča podriva pod drugo. Povzročita ga pretrg in zdrs na prelomu ali na meji plošč. Ti potresi so najmočnejši na Zemlji, z magnitudo (Mw), ki lahko presega 9,0. Od leta 1900 so bili vsi potresi velikosti 9,0 ali več tektonski potresi. Nobena druga vrsta znanih kopenskih virov tektonske dejavnosti ni povzročila potresov te lestvice.

## Terminologija
Med pretrganjem je ena stran preloma potisnjena navzgor glede na drugo in ta tip gibanja je znan kot nariv.  To je tip zmičnega ali - strižnega preloma (dip-slip fault). Narivni prelom je nagnjeni prelom, na katerem so ugotovljeni znaki nariva in/ali je v sedanjem napetostnem polju usmerjen tako, da pričakujemo nariv (nekateri obravnavajo narivni prelom kot položen reverzni prelom, naklona manj od 45°).  Prelomi s poševnim zdrsom (Oblique-slip fault) imajo pomembne sestavne dele različnih zdrsov. Izraz tektonski ali megazdrs nima splošno sprejete definicije, vendar se uporablja za sklicevanje na izredno velik zmični prelom, ki se navadno oblikuje med ploščama vzdolž subdukcijske cone, kot je Sundski jarek. To je predvsem ameriška terminologija.

## Območja
Glavna subdukcijska cona je povezana s Tihim in Indijskim oceanom in je odgovorna za vulkansko dejavnost, povezano s pacifiškim ognjenim obročem. Ker ti potresi deformirajo dno oceanov, pogosto ustvarjajo pomemben niz cunamijevskih valov. Znano je, da povzročajo intenzivno tresenje v časovnih obdobjih, ki lahko trajajo do nekaj minut.
Na Japonskem je Nankajški megazdrs pod Nankaisko udorino odgovoren za Nankajški potres in s tem povezane cunamije.
V študiji, ki je bila objavljena leta 2016, je bilo ugotovljeno, da so največji tektonski potresi povezani s podrivanjem plošč pod najmanjšim naklonom, tako imenovana subdukcija ploskih plošč. 

## Primeri
Primeri tektonskih potresov so navedeni v naslednji tabeli.
| Dogodek                                            | Ocenjena velikost (Mw) | Sodelujoče tektonske plošče | Drugo/Opombe |
| -------------------------------------------------- | ---------------------- | --- | --- |
| Kretski potres (365)                               | 8,0+                   | Afriška plošča se je podrivala pod Egejsko morsko ploščo                                                                                  | - Potres je povzročil velik cunami v vzhodnem Sredozemlju in povzročil znatno vertikalno premikanje na otoku Kreta. |
| Potres v Sanriku (869)                             | 8,6–9,0                | Pacifiška plošča se je podrivala pod Ohotsko ploščo                                                                                       | - Dolžina zdrsa: 200 km - Širina zdrsa: 85 km |
| Potres v Valdivii (1575)                           | 8,5                    | Nazca plošča se je podrivala pod Južnoameriško ploščo                                                                                     | |
| Potres v Kaskadnem gorovju (1700)                  | 8,7–9,2                | plošča Juan de Fuca se je podrivala pod Severnoameriško ploščo                                                                            | - Dolžina zdrsa: 1000 km - Širina zdrsa: 20 m |
| Potres v Hōei (1707)                               | 8,6–9,3                | Filipinska plošča se je podrivala pod Evrazijsko ploščo                                                                                   | - Trajanje: okoli 10 minutes - Dolžina zdrsa: morda 600 ali 700 km |
| Potres v Valparaísu (1730)                         | 8,7–9,0                | Nazca plošča se je podrivala pod Južnoameriško ploščo                                                                                     | |
| Potres na Kamčatki (1737)                          | 8,3–9,0                | Pacifiška plošča se je podrivala pod Ohotsko ploščo                                                                                       | - Trajanje: 15 minutes - Globina: 40 km - Dolžina zdrsa: morda 700 km in več |
| Potres Lima–Callao (1746)                          | 8,6–8,8                | Pacifiška plošča se je podrivala pod Nazca ploščo                                                                                         | |
| Lizbonski potres (1755)                            | 8,5–9,0                | Hipotezo, da je del mlade subdukcijske cone, vendar o izvoru še vedno razpravljajo. V povezavi s preoblikovanim prelomom Azori-Gibraltar. | - Uničil je Lizbono, sledil je 20 metrov visok cunami in številni požari. - Povzročil je 10.000 do 100.000 smrtnih žrtev - Uničen je bil grob Nuno Álvares Pereira, skupaj z zgodovinskimi zapisi potovanja Vasca da Game in Krištova Kolumba                                                                               |
| Potres v Arici (1868)                              | 8,5–9,0                | Nazca plošča se je podrivala pod Južnoameriško ploščo                                                                                     | - Dolžina zdrsa: 600 km |
| Potres v Iquique (1877)                            | 8,5–9,0?               | Nazca plošča se je podrivala pod Južnoameriško ploščo                                                                                     | - Dolžina zdrsa: 420 in 450 km |
| Potres v Ekvadorju in Kolumbiji (1906)             | 888                    | Nazca plošča se je podrivala pod Južnoameriško ploščo                                                                                     | |
| Veliki potres v Kantoju (1923)                     | 8,2                    | Filipinska plošča se je podrivala pod Ohotsko ploščo                                                                                      | |
| Potres v Peruju (1942)                             | 8,2                    | Nazca plošča se je podrivala pod Južnoameriško ploščo                                                                                     | |
| Potres v Nankaidōju (1946)                         | 8,1                    | Filipinska plošča se je podrivala pod Evrazijsko ploščo                                                                                   | - Dolžina zdrsa: maybe 300 km |
| Potres v Severo-Kurilsk (1952)                     | 9,0                    | Pacifiška plošča se je podrivala pod Ohotsko ploščo                                                                                       | - Globina: 30 km - Dolžina zdrsa: morda 600 km in več |
| Veliki čilski potres leta 1960                     | 9,5                    | Nazca plošča se je podrivala pod Južnoameriško ploščo                                                                                     | - Trajanje: 5–6 minutes - Globina: 33 km - Dolžina zdrsa: 850 in 1000 km - Širina zdrsa: 200 km - Premik: 20 m |
| Potres na Kurilskih otokih (1963)                  | 8,5                    | Pacifiška plošča se je podrivala pod Evrazijsko ploščo                                                                                    | |
| Potres na Aljaski (1964) (potres "Velikega petka") | 9,2                    | Pacifiška plošča se je podrivala pod Severnoameriško ploščo                                                                               | - Trajanje: 4–5 minutes - Globina: 25 km - Dolžina zdrsa: 800 in 850 km - Širina zdrsa: 250 km - Premik: 23 m |
| Potres na otočju Rat (1965)                        | 8,7                    | Pacifiška plošča se je podrivala pod Severnoameriško ploščo                                                                               | |
| Potres v Ciudad de Mexicu (1985)                   | 8,0                    | Kokosova plošča se je podrivala pod Severnoameriško ploščo                                                                                | |
| Potres v južnem Peruju (2001)                      | 8,4                    | Nazca plošča se je podrivala pod Južnoameriško ploščo                                                                                     | - Globina: 33 km - Dolžina zdrsa: 200 km (125 mi) - Širina zdrsa: 110 km |
| Potres na Hokaidu (2003)                           | 8,3                    | Pacifiška plošča se je podrivala pod Okhotsk Plate                                                                                        | |
| Potres v Indijskem oceanu (2004)                   | 9,1–9,3                | Indijska plošča se je podrivala pod Burmansko ploščo                                                                                      | - Skupni vertikalni premik, izmerjen s sonarjem je bil približno 40 m v bližini epicentra in se je zgodil kot dva ločena giba, ki sta ustvarila dva velika, strma, skoraj navpična klifa, enega nad drugim. - Trajanje: 8–10 minutes - Globina: 30 km - Dolžina zdrsa: 1000 in 1300 km - Širina zdrsa: 180 km - Premik: 33m |
| Potres na Sumatri (2005)                           | 8,6                    | Avstralska plošča se je podrivala pod Evrazijsko ploščo                                                                                   | |
| Potres na Kurilskih otokh (2006)                   | 8,3                    | Pacifiška plošča se je podrivala pod Ohotsko ploščo                                                                                       | |
| Potres v Čilu (2010)                               | 8,8                    | Nazca plošča se je podrivala pod Južnoameriško ploščo                                                                                     | - Globina: 35 km - Dolžina zdrsa: 500 km - Širina zdrsa: 200 km |
| Potres v Tōhoku (2011) in cunami                   | 9,1                    | Pacifiška plošča se je podrivala pod Ohotsko ploščo                                                                                       | - Trajanje: 6 minut - Globina: 29 km - Dolžina zdrsa: 500 km - Širina zdrsa: 200 km - Premik: 20 m |
| Potres v Ohotskem morju (2013)                     | 8,3                    | Pacifiška plošča se je podrivala pod Okhotsk Plate                                                                                        | |
| Potres v Iquique (2014)                            | 8,2                    | Nazca plošča se je podrivala pod Južnoameriško ploščo                                                                                     | - Globina: 20,1 km - Dolžina zdrsa: 170 km - Širina zdrsa: 70 km |
| Potres v Illapelu (2015)                           | 8,3                    | Nazca plošča se je podrivala pod Južnoameriško ploščo                                                                                     | - Globina: 25 km - Dolžina zdrsa: 260 km - Širina zdrsa: 80 km |